# Babil
Babil (arabisch بابل, DMG Bābil) ist ein Gouvernement im Irak, das bis 1971 noch Hilla hieß. Es hat eine Fläche von 6468 km²; die Größe des Gebietes hat sich mehrmals geändert. Die Einwohnerzahl beträgt 1.856.064 (Berechnung 2010). Die Hauptstadt des Gouvernements ist Hilla. In Babil sind die Ruinen von Babylon zu finden.
Das Gouvernement besteht aus den Distrikten:
- al-Mahawil
- al-Musayab
- al-Haschimiyya
- al-Hilla

Am 15. Oktober 2005 stimmten von 543.779 Wählern 94,56 % mit Ja für die neue Verfassung.